# AOA
AOA (hangul: 에이오에이; Ace of Angels) – południowokoreański zespół stworzony przez FNC Entertainment. Zespół zadebiutował w składzie „7+1”: Jimin, Choa, Youkyung, Yuna, Hyejeong, Mina, Seolhyun, Chanmi. W jego skład wchodzą trzy podgrupy: AOA White (Hyejeong, Seolhyun, Chanmi) występujące z układami tanecznymi, AOA Black (Choa, Jimin, Yuna, Youkyoung, Mina) wykonująca piosenki przy własnym akompaniamencie instrumentalnym oraz AOA Cream (Chanmi, Hyejeong, Yuna). Zespół zadebiutował 30 lipca 2012 roku z singlem Angels’ Story.
W październiku 2016 ósma członkini, Youkyung, postanowiła nie przedłużać kontraktu z wytwórnią i tym sposobem opuściła grupę. 30 czerwca 2017 roku FNC Entertainment potwierdziło odejście Choa z zespołu. Mina opuściła zespół w maju 2019 roku, Jimin w lipcu 2020 roku, a Yuna w styczniu 2021 roku.

## Historia

### 2012: Debiut zAngels’ StoryiWanna Be
Osiem członkiń zespołu zostało przedstawionych kolejno na zdjęciach publikowanych od 16 do 23 lipca (w kolejności: Seolhyun, Choa, Hyejeong, Chanmi, Yuna, Mina, Jimin oraz Youkyung). Zespół AOA został ukazany jako grupa taneczna, niektóre z członkiń grają również na instrumentach.
Wyjaśniając koncepcję ich debiutu FNC wyjaśniło, że siedem członkiń jest „pełnymi aniołami”: Seolhyunari (Seolhyun), Choaya (Choa), Hyejeong.Linus (Hyejeong), Chanmi Titi (Chanmi), Yunaria (Yuna), Minaring (Mina) oraz liderka Jiminel (Jimin). Youkyung (czy też „Y”) została wymieniona jako „pół-anioł/pół-śmiertelnik”, gdyż jest perkusistką zespołu, dlatego też AOA jest zespołem o składzie „7+1”. Pierwsze wydawnictwo zespołu, maxi-singel Angels’ Story, wyciekło do internetu 28 lipca – na dwa dni przed swoją oficjalną premierą. Teledysk do głównego utworu singla, „Elvis”, ukazał się 30 lipca, a AOA zadebiutowały na scenie 9 sierpnia w programie M! Countdown oraz 10 sierpnia w programie Music Bank.
FNC potwierdziło, że grupa wyda drugi maxi-singel Wanna Be 10 października. Okładka płyty ukazała się wraz ze zdjęciami przedstawiającymi osiem członków, przebranych za fikcyjne postacie. Hyejeong, Jimin, Choa, Yuna, Chanmi, Mina, Seolhyun oraz Youkyung przebrały się odpowiednio za postacie z produkcji Kill Bill, Leon zawodowiec, Legalna blondynka, Tomb Raider, Harry Potter, Śniadanie u Tiffany’ego, Romeo i Julia oraz Piąty element. Podgrupa AOA Black złożona z pięciu członków zadebiutowała na scenie w pierwszym tygodniu promocji piosenki „Get Out”. AOA Black wystąpiły po raz pierwszy z utworem „Get Out” 10 października w programie Music Triangle stacji KMTV.

### 2013:MOYAiRED MOTION
11 lipca ogłoszono, że podgrupa AOA Black, wyda singel zatytułowany MOYA. Na płycie znalazła się również liryczna ballada „Without You”. Płyta ukazała się 26 lipca wraz z teledyskiem do utworu tytułowego, a jeszcze tego samego dnia AOA Black wystąpiły z piosenką w programie Music Bank.
9 października ukazał się teledysk do piosenki „Confused” (kor. 흔들려 Heundeullyeo) – głównego utworu singla RED MOTION, który został wydany 15 października 2013 roku.

### 2014–2015:Miniskirt,Short HairiLike a Cat
16 stycznia AOA wydały piąty singel Miniskirt (kor. 짧은치마 Jjalb-eunchima). Utwór został wyprodukowany przez Brave Brothers, ElephantKingdom oraz Galactika. 9 lutego po raz pierwszy zwyciężyły w programie muzycznym Inkigayo.
19 czerwca ukazał się singel Short Hair, który promował pierwszy minialbum zespołu o tym samym tytule, wydany cztery dni później. Płyta zadebiutowała na 4 pozycji rankingu albumów Gaon Chart.
11 listopada AOA wydały kolejny minialbum zatytułowany Like a Cat, który zadebiutował na trzeciej pozycji rankingu albumów Gaon Chart.
25 lutego 2015 roku zespół wydał drugi japoński singel – japońską wersję Like a Cat. Na płycie znalazły się także japońskie wersje utworów Elvis oraz Just the two of us.

### 2016: AOA Cream iGood Luck
27 stycznia, FNC Entertainment poinformowało w wywiadzie, że „Chanmi, Hyejeong i Yuna będą promować jako grupa. Planowo ich nowa piosenka ukaże się w lutym”. 31 stycznia ogłoszono, że nowa podgrupa będzie nazwała się AOA Cream, a data debiutu została wyznaczona na 12 lutego. Na następnego dnia na ich oficjalnej stronie ukazały się teasery. Pierwszy singel I’m Jelly Baby został skomponowany przez Black Eyed Pilseung, a teledysk do niego ukazał się 11 lutego.
3 marca Jimin zadebiutowała solo z piosenką Call You Bae, którą nagrała wraz z Xiuminem z Exo. 16 maja ukazał się czwarty minialbum zespołu, Good Luck.
Kontrakty AOA z agencją kończyły się 15 października. Tylko Youkyung postanowiła opuścić FNC Entertainment, jednak będzie ona kontynuować dalsze aktywności związane z jej podgrupą, AOA Black, jako członek gościnny.

### Od 2017:Angel’s Knock,Bingle Bangle, odejście Choy, Miny i Jimin
AOA wydały swój pierwszy koreański album studyjny, zatytułowany Angel's Knock, 2 stycznia 2017 roku. Płytę promowały dwa single: „Excuse Me” oraz „Bing Bing”. Od 21 grudnia 2016 roku do 1 stycznia 2017 roku wytwórnia publikowała różne teasery przez specjalną stronę internetową.
22 czerwca Choa ogłosiła swoje odejście z grupy. FNC Entertainment później zaprzeczyło temu oświadczeniu, jednak ostatecznie 30 czerwca potwierdziło, że Choa opuściła zespół.
W listopadzie AOA wzięły udział w wydarzeniu w Icheon, gdzie zostały mianowane ambasadorkami dobrej woli Zimowych Igrzysk Olimpijskich w 2018 roku.
Pierwszy comeback AOA w sześcioosobowym składzie został zapowiedziany na 28 maja. Zespół wydał piąty minialbum, zatytułowany Bingle Bangle.
13 maja 2019 roku Mina opuściła zespół, postanawiając nie przedłużać umowy z FNC Entertainment. Kilka miesięcy później AOA wzięły udział w programie Queendom. 25 października uczestniczące zespoły wydały swoje finałowe piosenki w koreańskich serwisach streamingowych. Grupa zajęła piąte miejsce w programie. 26 listopada 2019 roku AOA wydały swój szósty minialbum New Moon z utworem tytułowym „Come See Me”.
Jimin opuściła grupę w lipcu 2020 roku, po tym jak Mina, poprzez serię postów na Instagramie, ujawniła, że Jimin znęcała się nad nią i nękała ją przez kilka lat.

## Członkowie

### Obecne
| Pseudonim   | Pseudonim | Prawdziwe imię | Prawdziwe imię | Data urodzenia        |
| Latynizacja | Hangul    | Latynizacja    | Hangul         | Data urodzenia        |
| ----------- | --------- | -------------- | -------------- | --------------------- |
| Hyejeong    | 혜정      | Shin Hye-jeong | 신혜정         | 10 sierpnia 1993(dts) |
| Seolhyun    | 설현      | Kim Seol-hyun  | 김설현         | 3 stycznia 1995(dts)  |
| Chanmi      | 찬미      | Kim Chan-mi    | 김찬미         | 19 czerwca 1996(dts)  |

### Byłe
| Pseudonim   | Pseudonim | Prawdziwe imię | Prawdziwe imię | Data urodzenia        |
| Latynizacja | Hangul    | Latynizacja    | Hangul         | Data urodzenia        |
| ----------- | --------- | -------------- | -------------- | --------------------- |
| Youkyung    | 유경      | Seo You-kyoung | 서유경         | 15 marca 1993(dts)    |
| Choa        | 초아      | Park Cho-ah    | 박초아         | 6 marca 1990(dts)     |
| Mina        | 민아      | Kwon Min-ah    | 권민아         | 21 września 1993(dts) |
| Jimin       | 지민      | Shin Ji-min    | 신지민         | 8 stycznia 1991(dts)  |
| Yuna        | 유나      | Seo Yu-na      | 서유나         | 30 grudnia 1992(dts)  |

## Dyskografia

### Albumy studyjne
| Rok        | Dane dot. albumu | Najwyższa pozycja | Najwyższa pozycja | Sprzedaż                    |            |            |
| Rok        | Dane dot. albumu | KOR               | JPN               | Sprzedaż                    |            |            |
| Koreańskie | Koreańskie | Koreańskie        | Koreańskie        | Koreańskie                  | Koreańskie | Koreańskie |
| ---------- | --- | ----------------- | ----------------- | --------------------------- | ---------- | ---------- |
| 2017       | Angel’s Knock - Wydany: 2 stycznia 2017 - Wytwórnia: FNC Entertainment, LOEN Entertainment - Format: CD, digital download | 3                 | 39                | - KOR: 35 013+ - JPN: 2999+ |            |            |
| Japońskie  | |                   |                   |                             |            |            |
| 2015       | Ace of Angels - Wydany: 14 października 2015 - Wytwórnia: Delicious Deli, Universal Music - Format: CD, digital download  | –                 | 2                 |                             |            |            |
| 2016       | Runway - Wydany: 30 listopada 2016 - Wytwórnia: Virgin Music, Universal Music - Format: CD, digital download              | –                 | 5                 | - JPN: 15 573+              |            |            |
|            | „–” oznacza, że wydawnictwo nie było notowane.                                                                            |                   |                   |                             |            |            |

### Minialbumy
| 2014                                           | Short Hair (단발머리) - Wydany: 19 czerwca 2014 - Wytwórnia: FNC Entertainment, CJ E&M Music and Live - Format: CD, digital download   | 4 | - KOR: 17 270+ |
| 2014                                           | Like a Cat (사뿐사뿐) - Wydany: 11 listopada 2014 - Wytwórnia: FNC Entertainment, CJ E&M Music and Live - Format: CD, digital download | 3 | - KOR: 27 403+ |
| 2015                                           | Heart Attack - Wydany: 22 czerwca 2015 - Wytwórnia: FNC Entertainment, CJ E&M Music and Live - Format: CD, digital download            | 2 | - KOR: 46 661+ |
| 2016                                           | Good Luck - Wydany: 16 maja 2016 - Wytwórnia: FNC Entertainment, LOEN Entertainment - Format: CD, digital download                     | 2 | - KOR: 40 282+ |
| 2018                                           | Bingle Bangle - Wydany: 28 maja 2018 - Wytwórnia: FNC Entertainment, Kakao M - Format: CD, digital download                            | 3 | - KOR: 21 872+ |
| 2019                                           | New Moon - Wydany: 26 listopada 2019 - Wytwórnia: FNC Entertainment - Format: CD, digital download                                     | 3 | - KOR: 12 509+ |
| „–” oznacza, że wydawnictwo nie było notowane. | |   |                |

### Single album
| 2012                                           | Angels' Story - Wydany: 30 lipca 2012 - Wytwórnia: FNC Entertainment - Format: CD, digital download            | 8  | - KOR: 3531+   |
| 2012                                           | Wanna Be - Wydany: 9 października 2012 - Wytwórnia: FNC Entertainment - Format: CD, digital download           | 5  | - KOR: 3777+   |
| 2013                                           | Moya - Wydany: 26 lipca 2013 - Wytwórnia: FNC Entertainment - Format: CD, digital download                     | 9  | - KOR: 2596+   |
| 2013                                           | Red Motion - Wydany: 14 października 2013 - Wytwórnia: FNC Entertainment - Format: CD, digital download        | 12 | - KOR: 4917+   |
| 2014                                           | Miniskirt (짧은 치마) - Wydany: 14 stycznia 2014 - Wytwórnia: FNC Entertainment - Format: CD, digital download | 9  | - KOR: 10 924+ |
| „–” oznacza, że wydawnictwo nie było notowane. | |    |                |

### Single
| Rok                                            | Tytuł                                                     | Najwyższa pozycja | Najwyższa pozycja | Sprzedaż          | Album         |            |            |            |            |
| Rok                                            | Tytuł                                                     | KOR (Gaon)        | JPN (Oricon)      | Sprzedaż          | Album         |            |            |            |            |
| Koreańskie                                     | Koreańskie                                                | Koreańskie        | Koreańskie        | Koreańskie        | Koreańskie    | Koreańskie | Koreańskie | Koreańskie | Koreańskie |
| ---------------------------------------------- | --------------------------------------------------------- | ----------------- | ----------------- | ----------------- | ------------- | ---------- | ---------- | ---------- | ---------- |
| 2012                                           | „Elvis”                                                   | 69                | –                 | - KOR: 44 390+    | Angels' Story |            |            |            |            |
| 2012                                           | „Get Out”                                                 | 77                | –                 | - KOR: 52 338+    | Wanna Be      |            |            |            |            |
| 2013                                           | „MOYA (모야)” (jako AOA Black)                            | 33                | –                 | - KOR: 114 533+   | Moya          |            |            |            |            |
| 2013                                           | „Confused (흔들려)”                                       | 40                | –                 | - KOR: 93 156+    | Red Motion    |            |            |            |            |
| 2014                                           | „Miniskirt (짧은 치마)”                                   | 11                | –                 | - KOR: 1 104 681+ | Miniskirt     |            |            |            |            |
| 2014                                           | „Short Hair (단발머리)”                                   | 5                 | –                 | - KOR: 954 508+   | Short Hair    |            |            |            |            |
| 2014                                           | „Like a Cat (사뿐사뿐)”                                   | 5                 | –                 | - KOR: 961 709+   | Like a Cat    |            |            |            |            |
| 2015                                           | „Heart Attack (심쿵해)”                                   | 2                 | –                 | - KOR: 1 454 705+ | Heart Attack  |            |            |            |            |
| 2016                                           | „I’m Jelly Baby (질투 나요 BABY)” (jako AOA Cream)        | 26                | –                 | - KOR: 134 539+   | –             |            |            |            |            |
| 2016                                           | „Good Luck”                                               | 2                 | –                 | - KOR: 672 022+   | Good Luck     |            |            |            |            |
| 2017                                           | „Excuse Me”                                               | 22                | –                 | - KOR: 504 889+   | Angel’s Knock |            |            |            |            |
| 2017                                           | „Bing Bing (빙빙)”                                        | 47                | –                 | - KOR: 90 215+    | Angel’s Knock |            |            |            |            |
| 2018                                           | „Bingle Bangle (빙글뱅글)”                                | 4                 | –                 | dane niedostępne  | Bingle Bangle |            |            |            |            |
| 2019                                           | „Come See Me (날 보러 와요)”                              | 51                | –                 | dane niedostępne  | New Moon      |            |            |            |            |
| Japońskie                                      |                                                           |                   |                   |                   |               |            |            |            |            |
| 2014                                           | „Miniskirt (ミニスカート)                                 | –                 | 13                |                   | Ace of Angels |            |            |            |            |
| 2015                                           | „Like a Cat”                                              | –                 | 4                 |                   | Ace of Angels |            |            |            |            |
| 2015                                           | „Heart Attack (胸キュン)”                                 | –                 | 6                 |                   | Ace of Angels |            |            |            |            |
| 2016                                           | „Ai o chōdai (愛をちょうだい)” (feat. Takanori Nishikawa) | –                 | 3                 | - JPN: 31 489+    | Runway        |            |            |            |            |
| 2016                                           | „Good Luck”                                               | –                 | 3                 | - JPN: 38 899+    | Runway        |            |            |            |            |
| Chińskie                                       |                                                           |                   |                   |                   |               |            |            |            |            |
| 2015                                           | „Heart Attack”                                            | –                 | –                 |                   | –             |            |            |            |            |
| „–” oznacza, że wydawnictwo nie było notowane. |                                                           |                   |                   |                   |               |            |            |            |            |